# Banditi
Banditi so punk rock band iz Idrije.
Band sta ustanovila BB ter sedaj že bivši član Hanson z namenom preigravanja uspešnic drugih skupin. Za začetek delovanja skupine štejejo datum 15. avgust 2005. Prvotno so band sestavljali Matt, BB, Hanson in BoNe. Že po dobrem letu njihovega delovanja so na radijske postaje lansirali singl Nick O'teen za katerega je bil posnet tudi videospot v sodelovanju z RTV Slovenija. Ker so se s časoma v bandu pojavile želje po ustvarjanju lastne glasbe ter zaradi prekrivanja koncertov, saj je bil Hanson istočasno tudi basist v glasbeni skupini Zablujena generacija, je bil band primoran zapustiti prav on. Njegovo mesto je na bas kitari leta 2007 zapolnil Red. Ker pa so pričakovanja in želje postajale vedno večje, se jim je še konec istega leta pridružil Mr. AJ na solo kitari.
Po dobrih štirih letih so izdali drugi singl Rad bi le. Prav tako kot za prvi singel je bil tudi za slednji komad posnet videospot. Mesto režiserja sta zasedla Iztok Žgavec ter Miha Rainer.
25. marca 2010 so pri založbi Multirecords izdali svoj debitantski album z naslovom Society Love Songs. Celotno snemanje in miksanje plošče je nadzoroval Igor Seljak, mastering pa so zaupali producentu in prijatelju Kemblu Waltersu v Los Angelesu (ZDA). Design ovitka so jim izdelali pri Destudiographic - Jaka Trpin.
Takoj po izidu prvenca pa je v bandu ponovno prišlo do menjave članov, tako je skupino zapustil bobnar BoNe, zamenjal pa ga je Fly.
Skupina je s tako zasedbo aktivno delovala slabi dve leti. V tem času jih je pod svoje okrilje vzela Prireditvena Agencija 19 nato pa je v bandu ponovno prišlo do menjav. Skupino je zaradi drugih interesov zapustil Fly, na njegovo mesto pa je prišel Bunny.
Takoj po menjavi se je band odpravil v studio Ork v Jevnici ter posnel novi singl z naslovom New tomorrow. Producentsko taktirko sta tokrat prevzela Sašo Kisovec in Damjan Pančur.
Skupina se je meseca septembra 2012 ponovno odpravila v studio Ork ter posnela celoten material za drugi studijski album. Snemanje in miksanje posnetkov je trajalo do meseca januarja naslednje leto. Kot producent se je pod celotno ploščo podpisal Sašo Kisovec, matering posnetkov pa je opravil Iztok Černe v ljubljanskem studiu Metro.
Zaradi zapletov z založbo je skupina šele meseca septembra 2013 izdala drugi singel z naslovom Walk away za katerega je bil narejen tudi besedilni video.
Zaradi ignoriranja založb so Banditi s posnetim in masteriziranim materialom čakali debelo leto do izdaje, nakater pa so se pri založbi Nika records odločili da jim izdajo album Take the streets. Izid plošče je bil tempiran na datum 20. februar 2014, predstavili pa so ga v ljubljanskem Orto baru.
Hkrati z izidom plošče je band lansiral tudi uradni video spot za skladbo Walk away. Snemanje in režijo je v okviru diplomske naloge na Naravoslovnotehniški fakulteti prevzela Tina Semič.
Banditi so se meseca novembra 2013 poleg koncertiranja po domačih odrih podali tudi na krajšo evrpopsko turnejo na Slovaško in Češko.
Drugi video spot za skladbo Money z drugega albuma skupine Banditi je paradoksalno brezproračunski.
Banditi so za skladbo Money namreč po dobrem starem DIY (do-it-yourself) receptu kar sami pripravili video spot, v njem pa v kolažu zlepili posnetke iz zadnjega leta: nastope na festivalih, koncertiranja doma in v tujini, snemanje albuma, fotografiranja.
Tretji uradni videospot za skladbo Shout (Take the streets) so ponovno snemali v lastni režiji v idrijskem klubu swenak.
Pri snemanju je bila prisotna ista ekipa kot pri prvih dveh. Spot je bil uradno objavljen dne 25. maj 2015
Po pestrem koncertnem obdobju v preteklih letih si je skupina leta 2016 vzela nekoliko daljši premor. V začetku 2017, na dan 18.1.2017 je skupina izdala novi singel iz obstoječe plošče Take the streets. Gre za priredbo skladbe Ruski vohun znane slovenske punk skupine Niet. Skladba je na plošči dodana kot bonus track pri kateri pa sta na snemanju sodelovala Nietovca Borut Marolt ter Robert Likar. Skladbi pripada tudi videospot, katerega je sestavila Hedvika Petkovšek.
Skupina je 11. novembra 2018 izdala novi singel z naslovom Popoln trenutek. Tudi za tega je videospot pripravila Hedvika Petkovšek. Pri snemanju glasbe sta jim na pomoč priskočila Luka Čibej na bobnih ter Hana Pavšič - klaviature. Aranžma, mix in master je bil narejen v A7 recording studiu v Ljutomeru.
6. februarja 2020 je izšel singel Men je kull. Skladbo so naredili v sodelovanju z Daretom Kauričem, ki se je podpisal kot avtor besedila in aranžmaja. Video je posnela in zmontirala Hedvika Petkovšek, produkcija, mix in master je ponovno naredil Blaž Pavšič v A7 Recording Studiu.

## Zasedba

### Trenutni člani
- Matej Alič - Matt - vokal
- Blaž Pavšič - BB - kitara, spremljevalni vokal
- Aleš Golja - Mr. AJ - kitara, spremljevalni vokal
- Blaž Tratnik - Red - bas kitara, spremljevalni vokal
- Jernej Zajc - Bunny - bobni

### Nekdanji člani
- Gregor Alič - Hanson - bas kitara
- Nejc Boškovič - Bone - bobni
- Aljaž Gnezda - Fly - bobni

## Diskografija

### Izdane plošče
- Society love songs (2010 - Multirecords)
- Take the streets (2014 - Nika records)

### Singli
- Nick O'Teen (2006)
- Rad bi le (2009)
- Failed society (2010)
- New tomorrow (2012)
- Walk away (2013)
- Money (2014)
- Shout (2015)
- Ruski vohun (2017)
- Take the streets (2017)
- Popoln trenutek (2018)
- Men je kull (2020)

### Videospoti
- Nick O'teen (2006)
- Rad bi le (2010)
- What I've done (2010)
- New tomorrow (2012)
- Walk away (2014)
- Money (2014)
- Shout (2015)
- Ruski vohun (2017)
- Take the streets (2017)
- Popoln trenutek (2018)
- Men je kull (2020)